# Republik Acre
Republik Acre (portugiesisch: República do Acre, spanisch: República del Acre) oder auch Unabhängiger Staat Acre (portugiesisch: Estado Independente do Acre, spanisch: Estado Independiente del Acre) waren die Namen einer Reihe von separatistischen Regierungen in der damaligen bolivianischen Region Acre zwischen 1899 und 1903. Die Region wurde schließlich 1903 Teil von Brasilien und bildet heute den Bundesstaat Acre.

## Geschichte

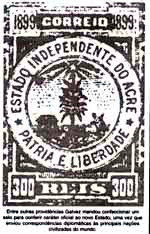
Briefmarke der Republik Acre

Der Kautschukboom des späten 19. Jahrhunderts zog viele brasilianische Migranten in die Region. Nach etwa 1860 kam es zu mehreren Einwanderungswellen von Brasilianern, die um 1900 schließlich die große Mehrheit der Bevölkerung ausmachten. 1867 kam das Gebiet von Acre durch den Vertrag von Ayacucho mit Brasilien an Bolivien. In den Jahren 1899/1900 leitete der spanische Journalist und ehemalige Diplomat Luis Gálvez Rodríguez de Arias eine Expedition, die von Bolivien aus die Kontrolle über das Gebiet des heutigen Acre an sich reißen wollte. Die Expedition wurde heimlich von der Regierung des Bundesstaates Amazonas finanziert und zielte darauf ab, Acre nach der Unabhängigkeit von Bolivien in Brasilien einzugliedern. Gálvez erklärte sich am 14. Juli 1899 zum Präsidenten der Ersten Republik Acre und richtete seine Hauptstadt in Puerto Alonso ein, die er in Cidade do Acre umbenannte. Diese erste Republik dauerte bis März 1900, als die brasilianische Regierung Truppen entsandte, um Gálvez zu verhaften und Acre an Bolivien zurückzugeben. Gálvez wurde nach Spanien deportiert, und die Einwohner von Acre sahen sich sowohl mit Bolivien als auch mit Brasilien konfrontiert.
Im November 1900 wurde nach einem Aufstand der Versuch unternommen, eine Zweite Republik Acre mit Rodrigo de Carvalho als Präsident zu gründen. Wieder wurde die Bewegung unterdrückt, und Acre blieb bis 1903 Teil Boliviens.
Nach dem Scheitern des zweiten Versuchs von Acre, sich von Bolivien abzuspalten, wurde ein altgedienter Soldat aus Rio Grande do Sul, der in der föderalistischen Revolution von 1893 gekämpft hatte, José Plácido de Castro, von den Führern der Separatisten angesprochen und ihm wurde die Möglichkeit angeboten, die Unabhängigkeitsbewegung gegen die Bolivianer anzuführen. Plácido, der seit 1899 in Acre als Chef-Vermesser einer Vermessungsexpedition gearbeitet hatte und im Begriff war, nach Rio de Janeiro zurückzukehren, nahm das Angebot an. Er verhängte strenge militärische Disziplin und reorganisierte die Revolutionsarmee, die 30.000 Mann erreichte. Die Armee von Acre gewann Schlacht um Schlacht, und am 27. Januar 1903 rief José Plácido de Castro die Dritte Republik Acre aus. Der brasilianische Präsident Francisco de Paula Rodrigues Alves beorderte brasilianische Truppen in den Norden von Acre, um Plácido als Präsident von Acre abzulösen. Durch die ministerielle Diplomatie von José Paranhos wurde der Konflikt gelöst. Nach Verhandlungen wurde der Vertrag von Petrópolis am 11. November 1903 unterzeichnet. Er gewährte Brasilien die Eingliederung von Acre in sein Staatsgebiet im Tausch gegen Land in Mato Grosso, der Zahlung von zwei Millionen Pfund Sterling und der Verpflichtung zum Bau der Eisenbahnlinie Madeira-Mamoré, die Bolivien den Zugang zur Außenwelt ermöglichen sollte, jedoch nie gebaut wurde. Am 25. Februar 1904 wurde Acre offiziell zum Bundesgebiet Brasiliens erklärt.